# Liste der Monuments historiques in Arcey (Doubs)
Die Liste der Monuments historiques in Arcey führt die Monuments historiques in der französischen Gemeinde Arcey auf.

## Liste der Immobilien
| Bezeichnung                     | Beschreibung                | Standort                                | Kennzeichnung | Schutzstatus | Datum | Bild           |
| ------------------------------- | --------------------------- | --------------------------------------- | ------------- | ------------ | ----- | -------------- |
| Oratoire Notre-Dame-de-la-Grêle | Wegekapelle, um 1800 erbaut | südöstlich des Ortes an der D 33 (Lage) | PA25000086    | Inscrit      | 2016  | weitere Bilder |